# Trochiscanthes
Trochiscanthes es un género monotípico de planta herbácea perteneciente a la familia Apiaceae. Su única especie: Trochiscanthes nodiflorus es originaria de Croacia.

## Taxonomía
Trochiscanthes nodiflorus fue descrita por Wilhelm Daniel Joseph Koch y publicado en Nova Acta Physico-medica Academiae Caesareae Leopoldino-Carolinae Naturae Curiosorum Exhibentia Ephemerides sive Observationes Historias et Experimenta 12: 103. 1824.
Sinonimia
- Angelica paniculata Lam.
- Podopetalum nodiflorum Gaudin	[3]